# Prlina rolní

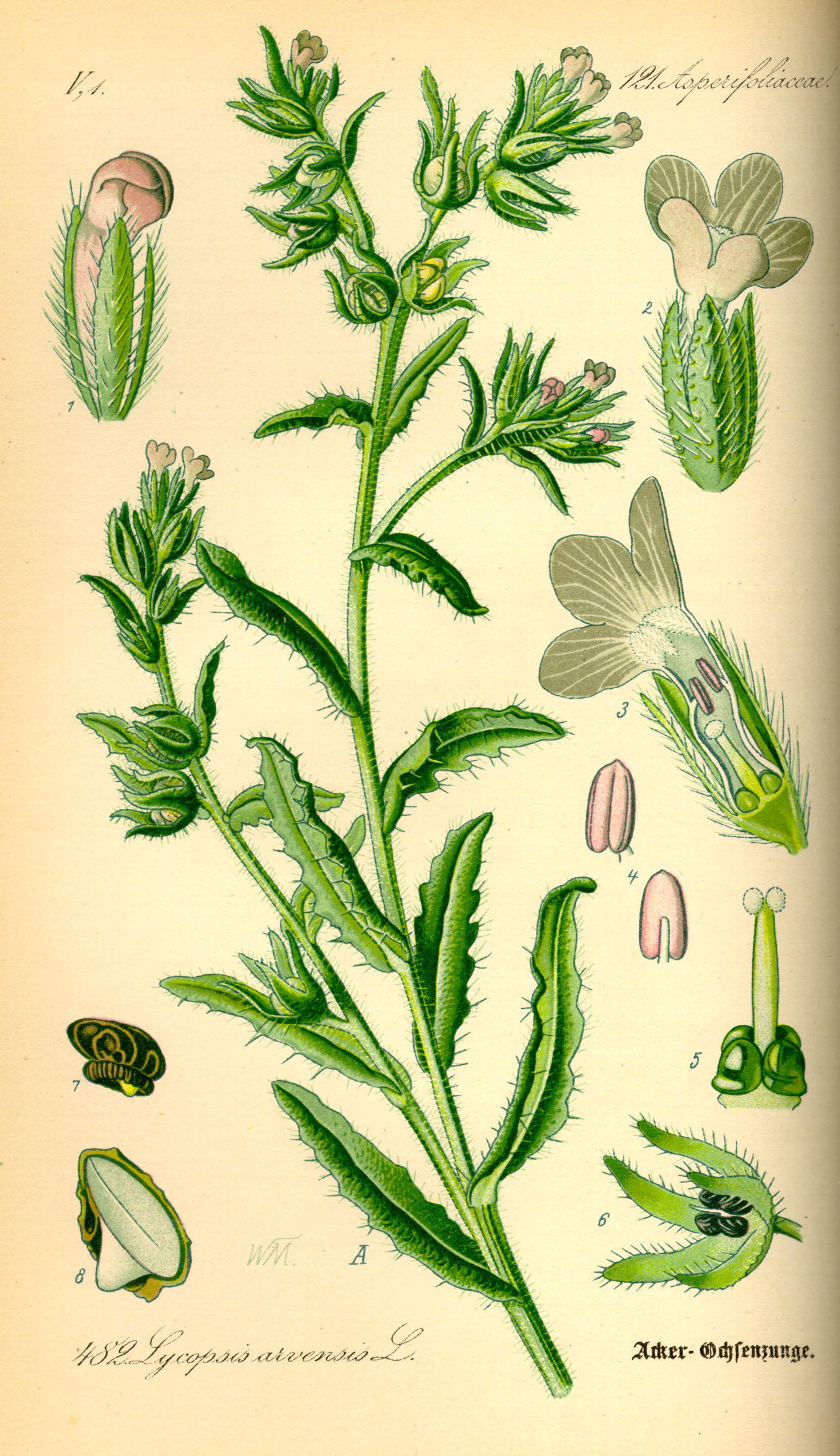
Zobrazení prliny rolní

Prlina rolní (Lycopsis arvensis) je planě rostoucí, nevysoká, plevelná bylina celá porostlá tuhými, odstávajícími, bělavými štětinkami, pro které se jí většina pasoucích se zvířat vyhýbá. Tento druh, v české přírodě zdomácnělý archeofyt, je nově některými odborníky v taxonomii řazen do rodu pilát (Anchusa), kde dostal vědecké jméno Anchusa arvensis.

## Rozšíření
Rostlina je původem z okolí Černého moře a roste, vyjma severu Skandinávie, téměř po celém evropském kontinentu. Druhotně byla zavlečena do Asie na Dálný východ, do Austrálie a Severní a Jižní Ameriky.

## Ekologie
V České republice ji obvykle nacházíme roztroušeně v teplejších oblastech od nížin do podhůří, do hor většinou nevystupuje. Roste nejvíce na půdě písčité až štěrkovité, nevyhýbá se však ani půdám hlinitým či jílovitým. Nejčastěji se vyskytuje na suchých stráních, ve vinicích, sadech, na úhorech, rumištích a různých náspech. Na vláhu není náročná a roste i za velkého sucha. Kvete od května do října.

## Popis
Prlina rolní bývá jednoletá nebo častěji dvouletá bylina, celá je odstále štětinovitě chlupatá a má přímou nebo vystoupavou lodyhu vysokou 20 až 50 cm. Lodyha vyrůstající z válcovitého kořene je na průřezu oblá a bývá jednoduchá neb již od báze rozestále rozvětvená. Přízemní listy jsou řapíkaté, lodyžní vyrůstají střídavě nebo ve dvou řadách a ve spodní části jsou přisedlé a v horní poloobjímavé. Čepele mají dlouhé 5 až 10 cm a široké 1 až 2 cm, podlouhle kopinaté až obkopinaté, po obvodě mělce chobotnaté a vlnitě zprohýbané, na vrcholu tupé či špičaté a oboustranně stejnoměrně štětinovitě chlupaté.

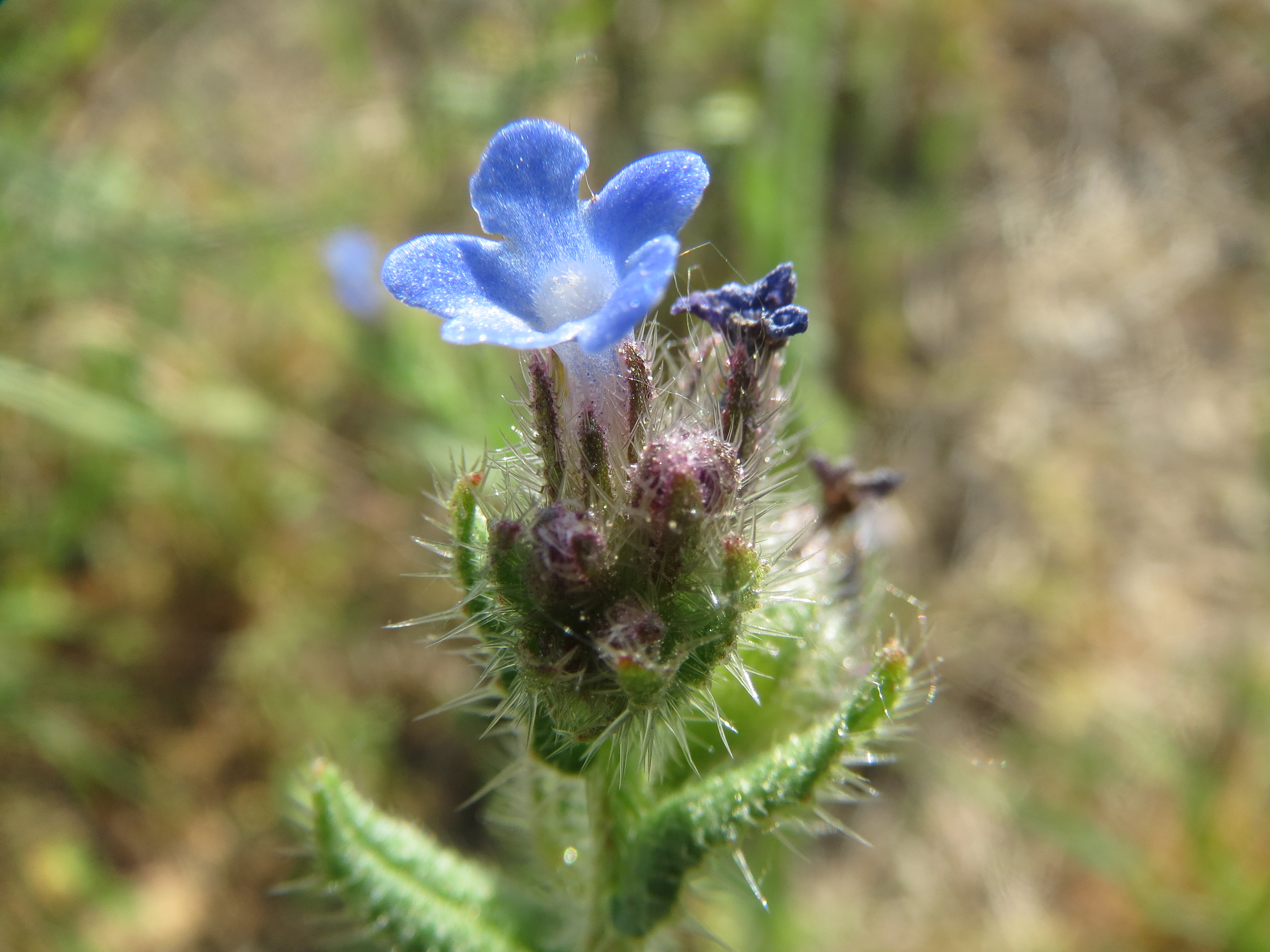
Květ

Květy jsou sestaveny do vrcholových květenství, hustých dvojvijanů, které se v době tvorby plodů prodlužují. Někdy vyrostou vijany květů i v úžlabích horní části lodyhy. Oboupohlavné, souměrné, krátce stopkaté květy s listeny mají pětičetný, až k bázi dělený kalich s asi 5 mm dlouhými, kopinatými, hustě štětinatými lístky. Nálevkovitá koruna je tvořena pěti blankytně modrými, široce vejčitými, asi 5 mm širokými plátky a bělavou, ohnutou nebo rovnou trubkou dlouhou asi 6 mm. Ústí trubky, ve které je ke stěnám přirostlých pět nestejně dlouhých tyčinek, je uzavřeno proti dešti a nepovolanému hmyzu pěti bílými, chlupatými šupinkami (pakorunkou). Svrchní semeník je od začátku rozdělen ve čtyři oddíly, mezi nimiž vyrůstá dlouhá čnělka. Květy opylují převážně včely a motýli, kteří nacházejí nektar na dně korunní trubky; spolehlivě se však opylí i vlastním pylem. Ploidie druhu je 2n = 48.
Plody jsou asi 3 mm velké tvrdky usazené volně po čtyřech ve vytrvalém kalichu. Mají nepravidelně vejčitý tvar s protáhlou špičkou a bradavičnatým povrchem, okolo pupku jsou vyduté a šedohnědě zbarvené.

## Rozmnožování
Tento druh se rozšiřuje pouze semeny - tvrdkami, kterých statná rostlina vyprodukuje i přes tisíc, často jsou po blízkém okolí roznášeny mravenci. Po dozrání snadno a rychle vyklíčí, nejlépe z hloubky 2 až 3 cm, poměrně rychle však v půdě ztrácejí klíčivost. Většinou vyroste semenáč již na podzim a zimu přečká jako listová růžice. Pokud semeno vyklíčí až na jaře vyroste rostlina sice později, ale pak kvete a tvoří semena až do mrazu.

## Taxonomie
V České přírodě se prlina rolní vyskytuje ve dvou poddruzích:
- Prlina rolní pravá (Lycopsis arvensis L. subsp. arvensis)
- Prlina rolní východní (Lycopsis arvensis L. subsp. orientalis L.)

Poddruh prlina rolní východní je považována za příležitostný neofyt, který bývá do Česka velmi vzácně zavlékán a od prliny rolní pravé se nejmarkantněji odlišuje tím, že má širší listy a korunní trubku nikoliv kolénkovitě ohnutou, ale rovnou; někdy bývá tento poddruh klasifikován jako samostatný druh prlina východní.

## Význam
Prlina rolní je hospodářsky nedůležitou rostlinou. Jako dvouletá vyrůstá na polích v ozimech a jařinách, jako jednoletá v okopaninách a luskovinách. Obvykle se šíří špatně vyčištěným osivem a při řádném obdělávání půdy se dá její výskyt omezit, jedná se o málo významný plevelný druh.

## Galerie

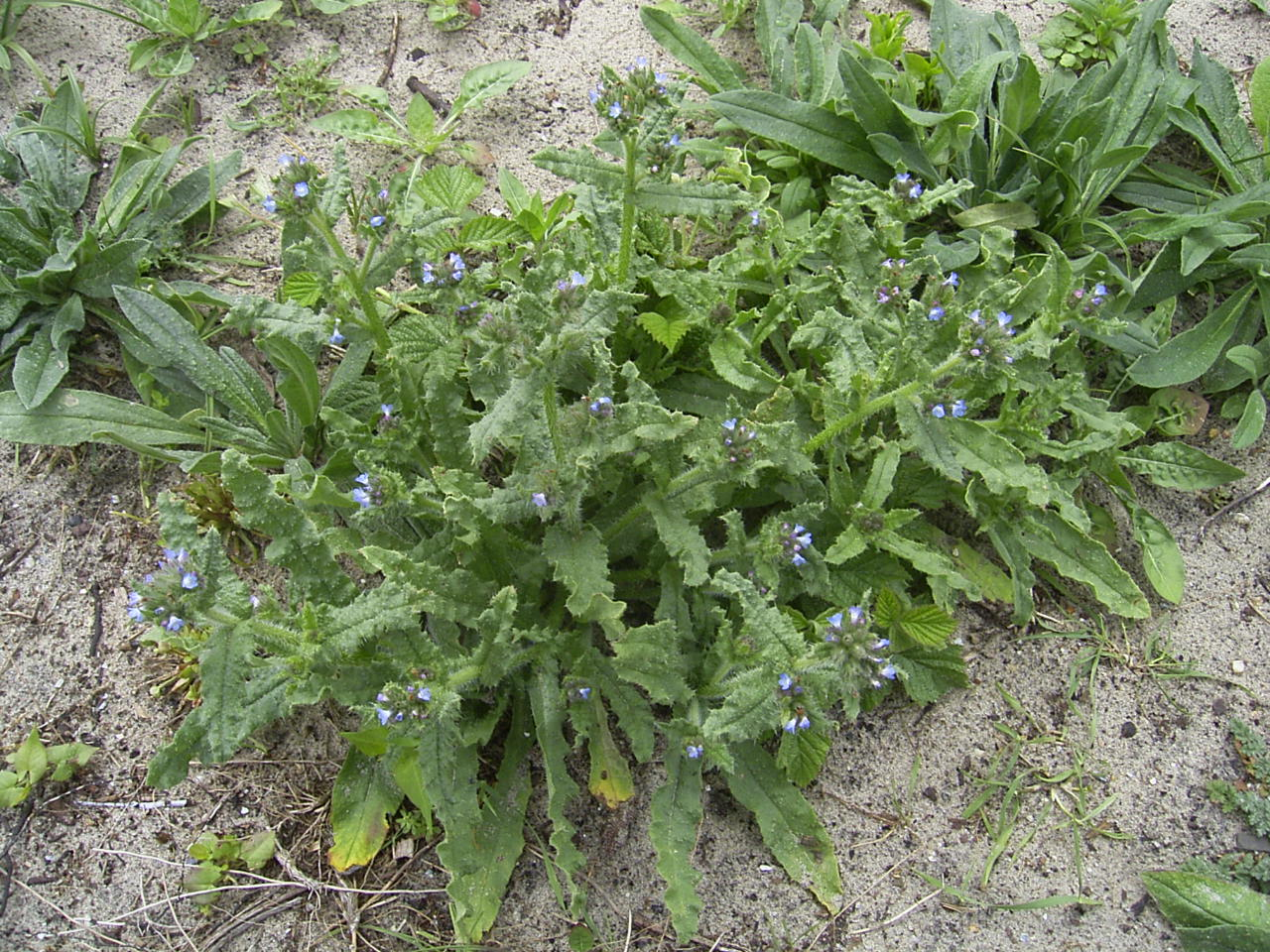
Porost prliny rolní
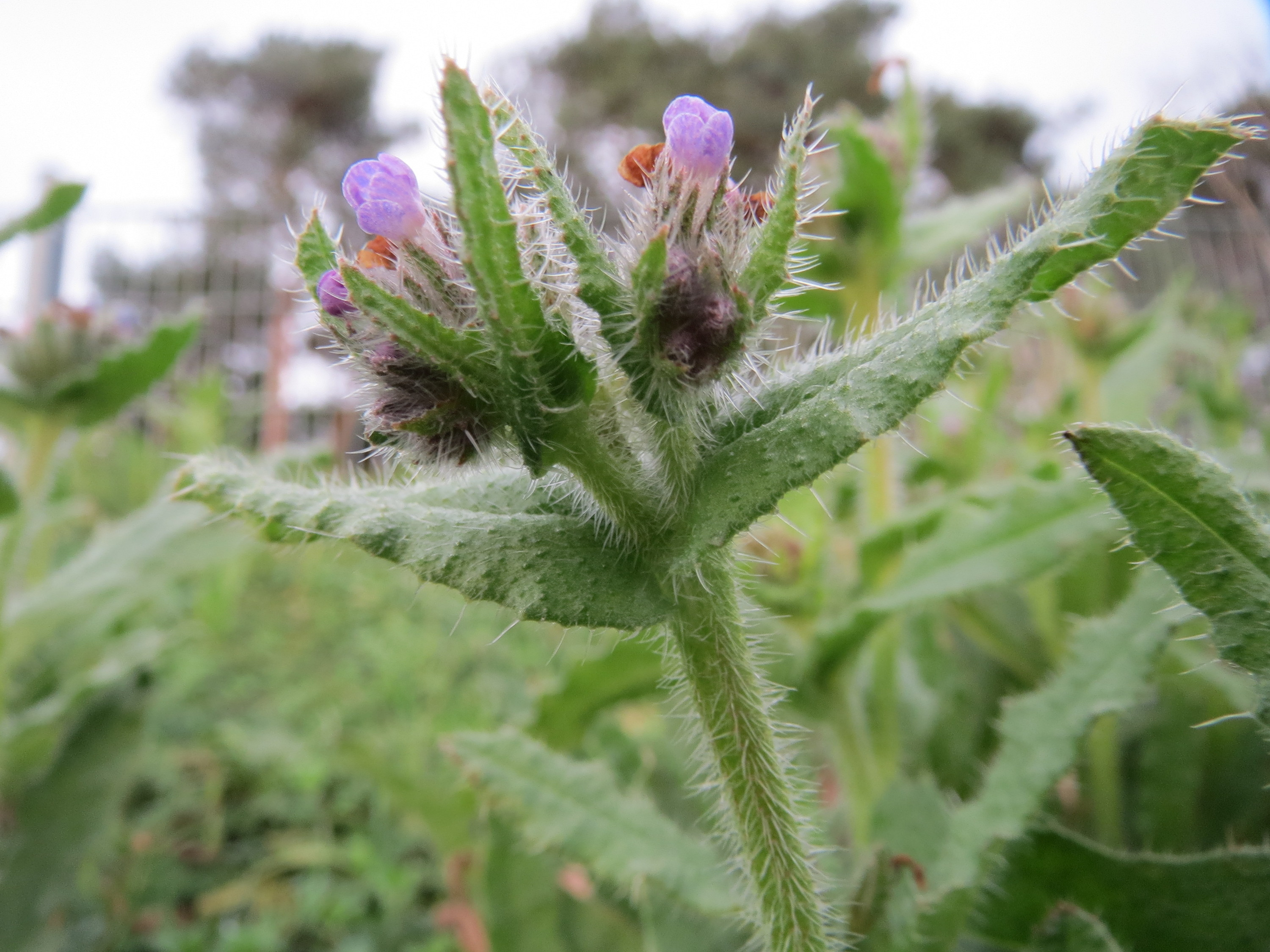
Květenství
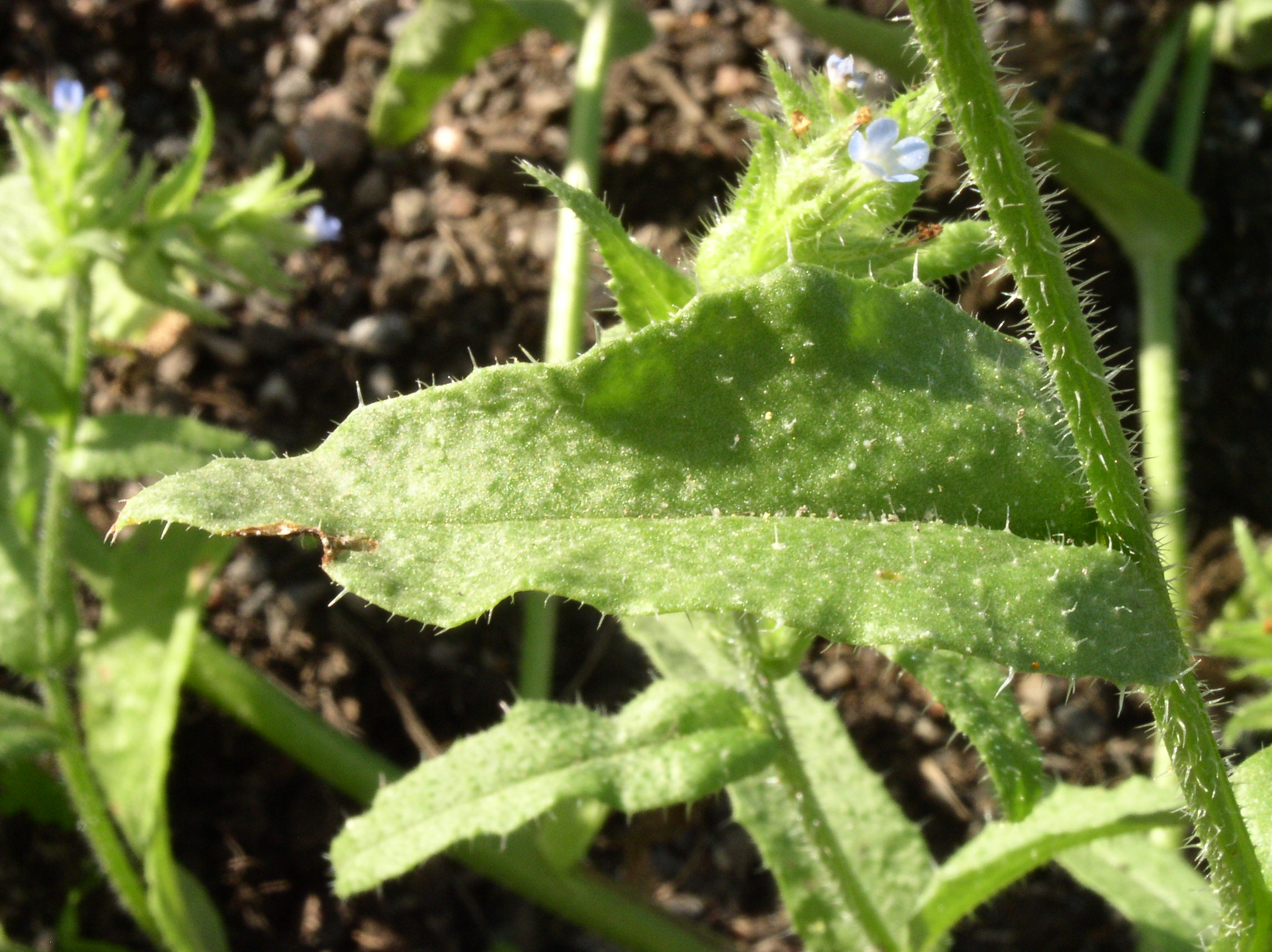
List
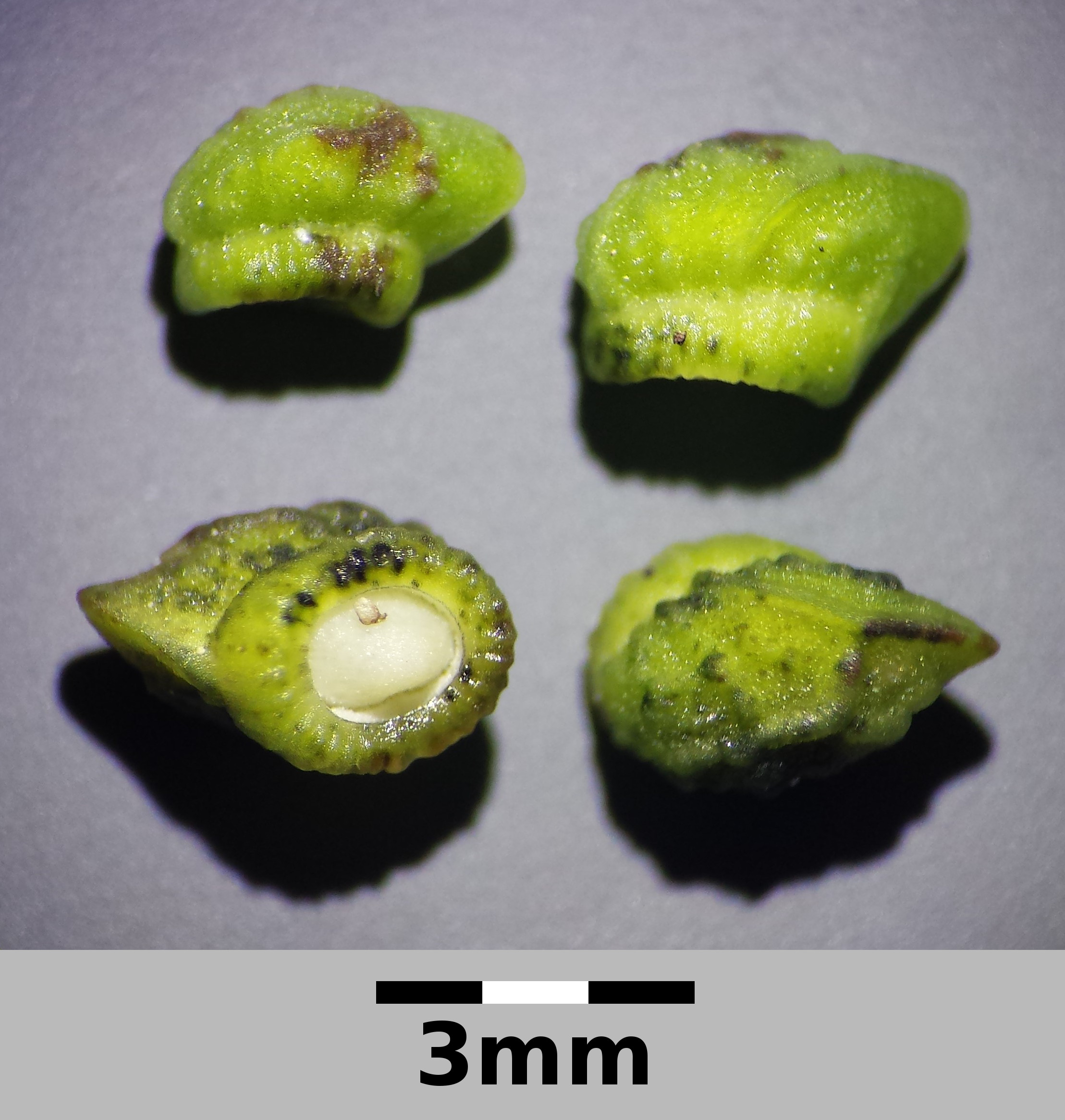
Tvrdky